# Orhan I
Orhan I (Söğüt, c.1281-Bursa, marzo de 1362), también conocido como Orhan Ghazi o sólo Orkhan. Era bey (príncipe) del recién nacido Imperio otomano, conocido entonces como la tribu de los osmanlíes, entre 1326 y 1359. Era hijo del bey Osmán I Gazi. A su muerte, el Imperio tenía una extensión de 95.000 km².

## Sus primeros años
Nacido en Söğüt alrededor de 1281, Orhan fue el hijo de Osman y su primer esposa, Malhun Hatun, hijo y heredero del bey Ertuğrul. El abuelo de Orhan, Ertuğrul Gazi, nombró a su nieto después de nacer con el nombre de Orhan Alp. Ese mismo año, muere Ertuğrul y Osman, el padre de Orhan, asume la jefatura de su tribu. La infancia temprana y la edad adulta de Orhan son desconocidas, pero él creció muy cerca de su padre. Algunos artículos históricos afirman que cuando Orhan tenía 20 años, su padre lo envió a la pequeña provincia otomana de Nakihir, pero Orhan regresó a la capital otomana, Söğüt, en 1309.
En 1317, recibió de su padre el mando del incipiente ejército otomano, asegurando, de este modo, la sucesión de la jefatura tribal otomana. Sus hermanos menores, a diferencia de lo que ocurrió con sus sucesores, mostraron una gran lealtad.

## Gobierno

Mapa de las conquistas de Orhan I.

El sultán Osmán Gazi murió el 9 de agosto de 1326, y Orhan le sucedió. Según la tradición otomana, cuando Orhan sucedió a su padre, una vez en el trono, sus hermanos menores Coban Bey, Hamid Bey, Melik Bey, Savci Bey pasaron a comandar junto a él su ejército. Ese mismo año, Savci murió. Otro de sus hermanos, Parzali Bey, había muerto en batalla en 1311, con 17 años , antes de Orhan llegar al trono. Una vez organizado su ejército, Orhan Bey, ya reconocido como Orhan Gazhi , le propuso a su hermano mayor, Alaaddin,  que trabajará con él en la administración del emergente estado otomano ,  a lo que su hermano aceptó , alegando que su padre lo había designado a Orhan como único sucesor ya que había vistos cosas en el , que lo calificaban para su cargo ,  aceptando, como su parte, los ingresos de una sola aldea cerca de Bursa. Entonces Orhan le dijo: "Porque, hermano mío, no tomarás los rebaños que yo te ofrezco, sé tú el pastor de mi pueblo, sé mi Visir". La palabra Visir, vezir en la lengua otomana, del وزير wazīr en lengua árabe, significaba el portador de una carga. Alaaddin, al aceptar el cargo, aceptó la carga de poder de su hermano, según los historiadores orientales. Alaaddin, al igual que muchos de sus sucesores en ese cargo, no solía dirigir a los ejércitos en persona, pero se ocupó de la fundación y administración de las instituciones civiles y militares del estado,y aunque murió sobre los 40 años , trabajo ayudando a su hermano , en la organización administrativa del estado , para entonces , su padre Osman ya había declarado el Estado Ottomano y ya no formaban parte del sultanato del Rum, por lo que las campañas militares de Orhan, son consideradas las luchas por la expansión del estado Otomano. Algunos historiadores atribuyen que por consejo de Alaaddin se realizó el financiamiento de un pequeño ejército permanente de tropas regulares, como guardia personal y privada de Orhan, esta guardia personal posteriormente daría formación al cuerpo de jenizaros durante el sultanato del Sultan Murad I, hijo y sucesor de Orhan.
En política interior, Orhan I mejoró la organización y creó una nueva moneda. Hacia 1345 dividió el territorio en cuatro partes: un dominio exclusivo del bey y los llamadas sanjak (provincias), cada una de las cuales estaba gobernada por un administrador (sanjakbey) que solía suministrar información del territorio y noticias de él, además de las levas de hombres que Orhán I necesitaba para su guerra. Las cuatro provincias eran:
- Territorio original otomano de Söğüt y Eskişehir;
- Hüdavendigar (dominio del sultán) de Bursa e Iznik;
- Koca Eli, área peninsular de alrededor de Izmit;
- Antiguo principado de Karesi alrededor de Balikesir y Bergama.

## Conquistas y expansión del estado otomano
Orhan, con la ayuda de los caudillos gazi turcomanos, a la cabeza de sus fuerzas tribales de caballería ligera, emprendió una serie de conquistas de territorios bizantinos en el noroeste de Anatolia. Primero, en 1321, se apoderó de Mudanya, junto al mar de Mármara, que era el puerto de Bursa. Orhan entonces envió una columna gazi, al mando de Konur Alp, hacia la costa occidental del mar Negro; otra columna gazi, al mando de Aqueda, tomó Kocaeli, y finalmente otra fue enviada a someter la costa sureste del mar de Mármara.
En 1326, poco antes de suceder a su padre, se hizo con Bursa mediante negociaciones, que fue la capital otomana durante veinte años. El alcaide bizantino de la Fortaleza de Bursa, llamado Evrenos Bey tras convertirse al islam, tomó el mando de un contingente de caballería ligera otomana. Sus hijos y nietos sirvieron al emirato otomano al frente de la caballería y conquistaron extensas zonas de los Balcanes. 
Bursa no solo fue su primera verdadera capital: la maquinaria administrativa establecida por los bizantinos proporcionó a Orhan los útiles necesarios para crear los rudimentos de la administración otomana. Su papel de centro comercial permitió a los otomanos reunir un tesoro suficiente para financiar el nuevo estado y también crear un ejército disciplinado y organizado.
Tras apoderarse de Bursa, Orhan envió tropas de caballería hacia el Bósforo, que se adueñaron de diversas ciudades costeras bizantinas a orillas del Mármara. Incluso hubo avistamientos de caballería ligera otomana a lo largo de la costa del Bósforo. El intento bizantino por reconquistar el territorio perdido terminó en la aniquilación de su ejército, al mando del propio emperador Andrónico III, en una batalla que se libró en Maltepe (Pelecanon), a manos de los turcos de Orhan, que avanzaban en dirección al mar de Marmara y el Bósforo. En 1331, Orhan conquistó Nicea tras tres años de asedio. El último punto importante que poseían los bizantinos, la ciudad de Nicomedia, cayó en poder de los turcos en 1337; Orhan la cedió a su hijo mayor, Solimán Bajá, que había dirigido las operaciones del sitio. La mayor parte del noroeste de Anatolia quedó en manos otomanas en 1338 con la conquista de Üsküdar. Los bizantinos todavía controlaban la franja costera de Şile en el mar Negro hasta cerca de Üsküdar y la ciudad de Amasra (Amastris) en Paflagonia, pero estos lugares estaban tan dispersos y aislados que no eran una amenaza para los otomanos.
En 1345, Orhan se valió de las luchas internas del emirato turcomano de Karası para anexionárselo; esto le dio el control total de la región entre el golfo de Edremit y Kapı Dağ (Cícico) y un acceso al mar de Mármara desde el que podía quebrar el monopolio del que hasta entonces había gozado el emirato de Aydın en el suministro de tropas turcas mercenarias a la facciones bizantinas opuestas de Tracia y de Constantinopla. Hasta aquella época, el emirato de Aydın, regido por Umur Bey, había estado suministrando mercenarios a Juan Cantacuceno, entonces tutor del emperador Juan V Paleólogo, en su lucha por apoderarse del trono bizantino. Sin embargo, en octubre de 1344, una liga de potencias cristianas de Occidente, organizada por el papa Clemente VI, se apoderó de Izmir, capital de Aydın. Cantacuceno se vio privado de la ayuda de su aliado turco Umur Bey, el cual moriría en su intento de recuperar Esmirna en 1348. 
Con la conquista de Karesi, casi todo el noroeste de Anatolia quedó incluido en el Emirato otomano; las cuatro ciudades de Bursa, İzmit (Nicomedia), İznik (Nicea) y Bergama (Pérgamo) (antigua capital del emirato de Karası) estaban en su poder. Por otra parte, la muerte de Umur Bey y el subsiguiente colapso de Aydın dio a los otomanos el control de la Anatolia occidental, desde donde podían penetrar en Europa aprovechando la debilidad bizantina. La posición otomana, cabeza de los gazis musulmanes en lucha contra el infiel europeo, quedó asegurada desde entonces.
Tomó parte en las intrigas del decadente Imperio bizantino al casarse en 1346 con Teodora Cantacuceno, hija de Juan VI Cantacuceno. Como precio de este prestigioso matrimonio, Orhan le proporcionó a su suegro soldados para luchar en Tracia contra Juan V y sus regentes. Juan VI fue proclamado luego emperador de Bizancio durante esta guerra civil. Orhan contó con la valiosa ayuda de su hijo Solimán Bajá, encargado de las cuestiones militares del emirato otomano. Juan VI lo llamó para que lo ayudara a luchar contra sus enemigos, y en 1346,Solimán Bajá cruzó a Europa al mando de un gran ejército turco: era la primera vez que esto sucedía. Entre 1350 y 1353, Orhan apoyó a Juan VI y a su hijo Mateo Cantacuceno con el ejército turco de diez mil hombres, que mandó Solimán Bajá. A Juan V, por su parte, lo apoyaban los serbios y búlgaros del poderoso emperador Esteban IX Uroš IV Dušan. Triunfó el bando Cantacuceno gracias a la eficacia de las fuerzas turcas. En octubre de 1352, en Demotika, el ejército otomano al servicio de Juan VI, al mando de Orhan y Solimán Bajá derrotó a cuatro mil serbios al mando del vaivoda (general) Gradislav Borilović, que Dušan le había proporcionado a Juan V. Esta fue la primera victoria otomana en Europa. La opinión pública bizantina se opuso a Juan VI Cantacuceno por haber llamado en su auxilio a los turcos; esto estaban siempre dispuestos a convertir sus campañas en yihad y era cada vez más difícil hacerlos retornar a sus territorios en Asia. La relación de parentesco entre Juan VI y Orhan había sido una garantía, pero Solimán Bajá, percatándose muy pronto que podía actuar por iniciativa propia, parecía menos inclinado a respetar los acuerdos que su padre. En 1352, emprendió la penetración turca en Europa, al conquistar una fortaleza de Tzympe, cerca de Galípoli, en Tracia. Fue el primer asentamiento de los turcos otomanos en Europa. Juan VI negoció con Orján su retirada. Pero en marzo de 1354, Solimán Bajá ocupó y reconstruyó Galípoli (evacuada por su población griega a raíz de un terremoto que la destruyó), facilitando al Estado otomano una cabeza de puente en Europa continental. Solimán Bajá llevó tres mil soldados y a cualquier familia turca que pudo encontrar en Asia, para asentarse en la ciudad. Ni siquiera Orhan pensó en abandonar este estratégico emplazamiento y muy pronto inmigrantes turcos se instalaron allí en grandes cantidades, repoblando este punto que se convertiría en un bastión importante en el plazo de pocos meses. Orhan I y Solimán Bajá, una vez consolidada la base turca de Galípoli, pasaron a tomar las regiones de Macedonia y Tracia; conquistaron diferentes principados de los Dardanelos y varios puertos del mar Egeo. Esto agravó el debilitamiento del Imperio bizantino.

## Últimos años
Orhan fue el más longevo y uno de los que reinó más tiempo de los soberanos otomanos.  En sus últimos años, sobre todo tras la muerte de su primogénito Süleymán Pashá, había dejado la mayor parte de los poderes del Estado en manos de su segundo hijo, Murad, y vivió una vida aislada en el Palacio del Bey de Bursa. Murad, prosiguió con las conquistas de su padre en Europa.
En 1356, el hijo de Orhan y Teodora, Khalil, fue secuestrado en algún lugar de la bahía de Izmit.  Un capitán de barco comercial genovés, que además de realizar actividades comerciales realizaba actos de piratería, pudo capturar al joven príncipe y llevarlo a Focea, en el mar Egeo, que estaba bajo dominio genovés.  Orhan estaba muy molesto por este secuestro y mantuvo conversaciones con su cuñado y ahora único emperador bizantino Juan V Paleólogo.  En cuanto al acuerdo, Juan V con una flota naval bizantina fue a Focea, pagó el rescate exigido de 100.000 hiperpiras y llevó a Khalil de regreso a territorio otomano.
En 1357, Süleymán Pashá, el primogénito, el más experimentado y probable heredero de Orhan, murió tras las heridas sufridas al caer de un caballo en una partida de caza cerca de Bolayir, en la costa del mar de Mármara.  El caballo del que cayó Suleyman fue enterrado junto a él y sus tumbas aún se pueden ver hoy.  Se decía que Orhan se vio muy afectado por la muerte de su hijo.
Retirado definitivamente de la política, Orhan murió en 1362, probablemente por causas naturales, en el Palacio del Bey de Bursa, a la edad de ochenta años, después de un reinado de treinta y seis años. Sin embargo, parece bastante probable que la muerte de su hijo afectara su salud. Está enterrado en la türbe (tumba) con su esposa e hijos, llamada Gümüşlü Kumbet en Bursa.

## Primera reorganización del Ejército Otomano
El visir Alaadin, por su legislación militar, puede decirse que realmente ha organizado la victoria de la Dinastía Otomana, inaugurando una política militar que fue continuada por los sucesores de su hermano durante el resto del siglo XIV. Organizó para el Emirato Otomano un ejército permanente de infantería y caballos regularmente pagados y disciplinados, un siglo antes de que Carlos VII estableciera sus quince compañías permanentes de hombres de armas, que generalmente se consideran el primer ejército permanente moderno.
Esta reforma militar con el enrolamiento de mercenarios cristianos para disminuir la dependencia otomana de los nómadas turcomanos y conseguir fuerzas de combate capaces de enfrentarse a las necesidades de una campaña organizada. Estos mercenarios fueron organizados en yaya, unidades de infantería pagadas con salario y botín, mientras que aquellos nómadas que permanecieron al servicio otomano fueron colocados, bajo una disciplina más formal, en un sistema de caballería con el nombre de müsellems. Fueron divididos en decenas, centenas, y milésimas con sus comandantes. Su paga era alta, y su orgullo pronto causó cierta ansiedad al bey. Orhan quiso darles un cheque, y este solicitó el consejo para este propósito de su hermano Alaeddin y de Çandarlı Kara Halil Hayreddin Pachá, que estaba conectado con la casa real por el matrimonio. Çandarlı puso ante su amo y al visir un proyecto. De ahí surgió el renombrado cuerpo de jenízaros, que durante mucho tiempo fue considerado como el azote de los Balcanes y de Europa Central, hasta que fue abolido por el sultán Mahmud II en 1826.

## Consortes
Orhan tuvo cuatro esposas:
- Eftandise Hatun (1294-¿?), hija de Akbaşlu Mahmud Gündüz Alp (tío paterno de Orhan) y madre de Eyüp y quizás de Sultan Bey. Se cree que al ser su única esposa turca podría ser la primera y madre de Suleyman, primer hijo de Orhan Bey.
- Nilüfer Hatun (1285-1383) Su primera esposa según algunas fuentes pero esto sigue en disputa ya que ella aparece en los registros en 1324, llamada originalmente Holophira Olivera, de origen griego bizantino.[4][5][6] Fue la supuesta hija de un príncipe porfirogéneta, que era además el tefkur de Yarhisar, madre de Murad y posiblemente de Kasım.
- Asporça Hatun (1300-1362), llamada Asporsha Paleóloga, de origen griego, hija del emperador Andrónico II Paleólogo y de Irene de Montferrato y madre de Ibrahim, de Şerefullah, de Fatma Hatun y de Selçuk Hatun.
- Teodora Cantacuzena (1332-después de 1381), de origen griego, hija del emperador bizantino Juan VI Cantacuceno y de Irene Asanina[7] y madre de Halil y de Hatice Hatun.

## Descendencia
Orhan tuvo seis hijos y tres hijas. 
Hijos
- Süleyman Paşa (1316-1356); Posiblemente hijo de Eftandise Hatun
- Şehzade Murad (1326-1389), bey y, posteriormente, sultán con el nombre de Murad I; Hijo de Nilufer Hatun
- Şehzade Kasım (1328-1346);
- Şehzade Ibrahim (1316-1362), gobernador de Eskişehir, fue ejecutado por su hermano Murad; hijo de Asporça Hatun
- Sultan Bey (?-?);
- Şehzade Halil (1347-1362), casado con su prima, la princesa bizantina, Irene Paleóloga, hija del emperador Juan V Paleólogo y de su tía materna Helena Cantacucena). Petendiente al trono otomano, fue ejecutado por su hermano Murad;
- Şehzade Şerefullah  (¿?-¿?), hijo de Asporça Hatun.
- Şehzade Eyüp (¿?-¿?), hijo de Eftandise Hatun.

### Hijas
- Fatma Hatun (¿?-¿?), hija de Asporça Hatun;
- Selçuk Hatun (¿?-¿?), hija de Asporça Hatun;
- Hatice Hatun (¿?-¿?), hija de Teodora Cantacuzena, casada con su primo Süleyman Bey. Su esposo era hijo de Savci Bey y, a través de él, nieto de Osman I.